# أوجين بلغران
أوجين بلغران (بالفرنسية: Eugène Belgrand)‏ ـ (23 أبريل 1810 ـ 8 أبريل 1878) هو مهندس مدني فرنسي، كانت لها إسهامات بارزة في تحديث نظام الصرف الصحي في باريس، وهي إسهامات ما زال الكثير منها مستخدمًا حتى اليوم. كان اسمه واحدًا من 72 اسمًا نُقشت على برج إيفل عند إنشائه.